# Vickers 6-Ton
O Vickers 6-Ton ou Vickers Mark E foi um tanque experimental britânico construído pela empresa Vickers. Este tanque nunca foi utilizado em batalha mas foi amplamente copiado e bastante comum depois do Renault FT-17, sendo usado pelos soviéticos com a designação de T-26 e pelos poloneses com a designação de 7TP
Utilizado pelo exército boliviano em três unidades 2 blindados do tipo a ( duas torres )e tipo b (apenas uma torre), durante a guerra do  chaco. acabarinham sendo perdios 1 blindado  ( fontes indicam sendo a versão a ,duas torres) e os seguintes  sendo  capturados pelo exrcito do Paraguai e amplamente utilizados na região do chaco boreal , a unidade com única torre fora vendido para a Espanha. A suas graves limitações na região( suas esteiras finas ,seu motor  fraco  e à  facilidade de a atolar, a falta de combustível que era usado na maioria nos caminhões) fizeram este blindado não ser tão utilizado nas batalhas. Atualmente o unico blindado  restante esta no paraguai em memoria a guerra.

## Vickers 6-Ton em Portugal
O Vickers 6-Ton foi o primeiro carro do combate do Exército Português. Foram comprados em 1931 duas unidades (uma na versão A armado com duas metralhadoras, e uma na versão B armado com uma pistola 47 mm) juntamente com seis tanques Carden-Lloyd Mark. IV para estabelecer os fundamentos de uma brigada blindada do Exército Português, sendo, finalmente, cancelado devido a dificuldades financeiras. Estes foram os primeiros veículos de lagartas do Exército Português até a Segunda Guerra Mundial.

## Referência
- «Wikipédia - Vickers 6-Ton» (em inglês)
- «Vickers 6 ton» (em inglês). wwiivehicles.com. Consultado em 1 de julho de 2014